# Eosentomon savannahense
Eosentomon savannahense är en urinsektsart som beskrevs av Bernard 1990. Eosentomon savannahense ingår i släktet Eosentomon och familjen trakétrevfotingar. Inga underarter finns listade i Catalogue of Life.